# Roddy McDowall
Roderick Andrew Anthony Jude McDowall (Londres, 17 de setembre de 1928 – Los Angeles, 3 d'octubre de 1998) va ser un actor britànic, posteriorment naturalitzat estatunidenc.

## Biografia
McDowall va néixer a Herne Hill, Londres. Els seus pares, molt aficionats al teatre, eren Thomas Andrew McDowall, un marí mercant d'ascendència escocesa, i Winifred L. Corcoran, una aspirant a actriu d'origen irlandès. Va tenir una germana, Virginia (1927 - 2006).
McDowall va fer el seu primer paper important al cinema als dotze anys (encara que abans havia actuat en diverses pel·lícules britàniques), després de traslladar-se amb la seva família als Estats Units a causa del Blitz en la Segona Guerra Mundial. Va interpretar Huw en Que verda era la meva vall! (1941) un paper que el va fer famós. Després va actuar en altres films, com a nen actor, incloent a The Keys of the Kingdom (Les claus del regne) (1944), The White Cliffs of Dover (1944) i Lassie Come Home (1944), en la qual va treballar en diverses ocasions al costat de la seva amiga Elizabeth Taylor. També va actuar en la pel·lícula (My friend Flicka).
McDowall va ser un dels pocs nens actors a continuar la seva carrera amb èxit sent adult, encara que habitualment era en papers secundaris, ressaltant els seus papers amb un maquillatge molt important, com en els diversos "ximpanzés" que va interpretar en quatre de les cinc pel·lícules de la saga El planeta dels simis (1968 – 1973) i en la sèrie televisiva del mateix tema que va aparèixer en 1974. Altres actuacions destacades són la de Cleòpatra (1963), en la qual era Octavi, el posterior emperador de Roma César August; It! (1966), on interpretava  un personatge que evocava en alguns aspectes a Norman Bats, personatge de Psicosi; L'aventura del Posidó (1972), en la qual era Acres, un cambrer del menjador; Dirty Mary, Crazy Larry (1974); Class of 1984  (1982); Fright Night  (1985), en la qual interpretava Peter Vincent, un presentador de televisió i moderador de pel·lícules de terror televisades; i Home a l'aigua (1987), amb el paper d'un majordom de bon cor. També va actuar en el teatre i va ser estrella convidada amb freqüència en programes televisius, treballant en sèries com l'original The Twilight Zone, Night Gallery, Els Invasors, The Carol Burnett Show, Fantasy Island, Quantum Leap o Hollywood Squares.
Va ser el vilà "The Bookworm" (episodis 29/30), en la sèrie dels anys seixanta Batman, i va tenir un paper molt aplaudit com The Mad Hatter en Batman: La sèrie animada. Així mateix va donar el seu enginyós to dramàtic a l'adaptació en àudio de Batman (1989). També va ser el científic rebel Dr. Jonathan Willoway en la sèrie de ciència-ficció dels anys setanta The Fantastic Journey, basada en el mite del Triangle de les Bermudes. El seu últim paper en l'animació, va anar per a l'episodi de Godzilla "Dreadloch". En Bestioles, una aventura en miniatura (1998), una de les seves últimes contribucions al cinema, va donar veu a la formiga "Mr. Soil".
En els anys noranta, McDowall es va dedicar a la conservació de pel·lícules, i va participar en la restauració de Cleòpatra (1963), la qual havia estat tallada per Darryl F. Zanuck, directiu de la 20th Century Fox, amb motiu dels elevats costos de producció. McDowall va servir durant uns anys en diversos llocs en el Board of Governors de l'Acadèmia de les Arts i les Ciències Cinematogràfiques de Hollywood, l'organització que atorga els Oscars. Va ser President de la Divisió d'Actors durant cinc mandats. Va ser elegit president de la Fundació de l'Acadèmia l'any de la seva defunció.
Una de les seves últimes aparicions públiques va tenir lloc quan va acompanyar a l'actriu de 88 anys Luise Rainer a la 70 cerimònia de lliurament dels Oscar.
McDowall també va ser conegut com a fotògraf, i va publicar cinc llibres de fotografies, un d'ells amb amistats cèlebres com Elizabeth Taylor, Judy Garland, Judy Holliday i Maureen O'Hara.

### Vida personal
El 1974, l'FBI va assaltar la casa de McDowall i va confiscar la col·lecció de pel·lícules i sèries televisives de l'actor en el curs d'una recerca sobre pirateria i violació dels drets d'autor. La seva col·lecció constava de 160 còpies de 16 mm i més d'1.000 cintes de vídeo, en una època en la qual no existia un comerç legal de pel·lícules, fora del circuit de les sales. (Copiar o vendre còpies obtingudes dels estudis sense posseir el copyright era il·legal). Finalment no es van presentar càrrecs contra McDowall.
El 3 d'octubre de 1998, McDowall va morir a Studio City, Califòrnia, a causa d'un càncer de pulmó, als 70 anys.
McDowall té una estrella en el Passeig de la Fama de Hollywood, en el 6632 de Hollywood Blvd., com a homenatge a la seva faceta d'actor televisiu.

## Crèdits professionals

### Teatre
| - Young Woodley (1946) - Macbeth (1947) - Misalliance (1953) - Escapade (1953) - Julius Caesar (1955) - The Tempest (1955) | - No Time for Sergeants (1955) - Good as Gold (1957) - Compulsion (1957) - Handful of Fire (1958) - Look After Lulu (1959) | - The Fighting Cock (1959) - Camelot (1960) - The Astrakhan Coat (1967) - Charlie's Aunt (1975) - Dial M for Murder (1995–1996) - A Christmas Carol: The Musical (1997) |

### Filmografia
Filmografia:
| - Yellow Sands (1938) - Scruffy (1938) - Sarah Siddons (1938) - Murder in the Family (1938) - Hey! Hey! USA (1938) - I See Ice (1938) - John Halifax (1938) - Convict 99 (1938) - Dirt (1939) - The Outsider (1939) - Dead Man's Shoes (1940) - Poison Pen (1940) - His Brother's Keeper (1940) - Murder Will Out (1940) - Just William (1940) - Saloon Bar (1940) - You Will Remember (1941) - Man Hunt (1941) - This England (1941) - How Green Was My Valley (1941) - Confirm or Deny (1941) - Son of Fury: The Story of Benjamin Blake (1942) - On the Sunny Side (1942) - The Pied Piper (1942) - My Friend Flicka (1943) - Lassie Come Home (1943) - The White Cliffs of Dover (1944) - The Keys of the Kingdom (1944) - Thunderhead, Son of Flicka (1945) - Molly and Me (1945) - Holiday in Mexico (1946) - Rocky (1948) - Macbeth (1948) - Kidnapped (1948) - Tuna Clipper (1949) - Black Midnight (1949) - Killer Shark (1950) - Everybody's Dancin (1950) (Cameo) - Big Timber (1950) - Screen Snapshots: Hollywood Goes to Bat (1950) (Paper curt) | - The Steel Fist (1952) - The Subterraneans (1960) - Midnight Lace (1960) - The Tempest (1960) - The Longest Day (1962) - Cleopatra (1963) - Shock Treatment (1964) - The Greatest Story Ever Told (1965) - The Third Day (1965) - The Loved One (1965) - That Darn Cat! (1965) - Inside Daisy Clover (1965) - Lord Love a Duck (1966) - The Defector (1966) - The Adventures of Bullwhip Griffin (1967) - It! (1967) - The Cool Ones (1967) - El planeta dels simis (Planet of the Apes) (1968) - El pòquer de la mort (5 Card Stud) (1968) - Midas Run (1969) - Hello Down There (1969) - Angel, Angel, Down We Go (1969) - Tam-Lin (1970) - Pretty Maids All in a Row (1971) - Terror in the Sky (1971) - Escape from the Planet of the Apes (1971) - Bedknobs and Broomsticks (1971) - Conquest of the Planet of the Apes (1972) - The Poseidon Adventure (1972) - The Life and Times of JutgeRoy Bean (1972) - The Legend of Hell House (1973) - Battle for the Planet of the Apes (1973) - Arnold (1973) - Dirty Mary, Crazy Larry (1974) - Funny Lady (1975) - Mean Johnny Barrows (1976) - Embryo (1976) - Sixth and Main (1977) - The Thief of Baghdad (1978) - Laserblast (1978) - Rabbit Test (1978) | - The Cat from Outer Space (1978) - Circle of Iron (1978) - Nutcracker Fantasy (1979) (veu) - The Black Hole (1979) (veu) - Deixalles valuoses (Scavenger Hunt) (1979) - Charlie Chan i la maledicció de la reina (Charlie Chan and the Curse of the Dragon Queen) (1981) - Mort sota el sol (Evil Under the Sun) (1982) - Class of 1984 (1982) - Zoo Ship (1985) (veu) - Nit de por (Fright Night) (1985) - Alice in Wonderland - GoBots: Battle of the Rock Lords (1986) (veu) - Mort a l'hivern (Dead of Winter) (1987) - Home a l'aigua (Overboard) (1987) - Doin' Time on Planet Earth (1988) - Fright Night II (1988) - Heroes Stand Alone (1989) - Cutting Class (1989) - The Big Picture (1989) - Shakma (1990) - Going Under (1990) - Harold Lloyd, The Third Genius (1990) (documental) - Precious Moments Christmas: Timmy's Gift'' (1991) (veu: la narradora) - The Naked Target (1992) - Double Trouble (1992) - The Magical World of Chuck Jones (1992) (documental) - The Evil Inside Me (1993) - Angel 4: Undercover (1993) - The Color of Evening (1994) - Mirror, Mirror 2: Raven Dance (1994) - Star Hunter (1995) - The Grass Harp (1995) - Last Summer in the Hamptons (1995) - The Fantasy Worlds of Irwin Allen (1995) (documental) - És la meva festa (It's My Party) (1996) - Mary Pickford: A Life on Film (1997) (documental) - The Second Jungle Book: Mowgli & Baloo (1997) - When It Clicks (1998) (Paper curt) - Something to Believe In (1998) - A Bug's Life (1998) (veu: Mr. Soil) |